# Geogamasus brevisetosus
Geogamasus brevisetosus är en spindeldjursart som beskrevs av Wolfgang Karg 1997. Geogamasus brevisetosus ingår i släktet Geogamasus och familjen Ologamasidae. Inga underarter finns listade i Catalogue of Life.